# Pavel Petr (novinář)
Pavel Petr (* 27. května 1967, Mladá Boleslav) je český sportovní novinář, komentátor, autor pohádek pro děti a organizátor charitativních akcí.

## Biografie
Vyučil se železničářem. Pracoval na pražském Hlavním nádraží i na vlečce v mladoboleslavské Škodovce jako dozorce výhybek, výpravčí i průvodčí. První novinářskou zkušenost získal v Záři Mladoboleslavska a připravoval pro hokejisty program na zápasy. První práci v tištěném médiu dostal v týdeníku Boleslavské noviny. Pak zamířil do Škoda Mobilu, čtrnáctideníku mladoboleslavské automobilky. Působil rovněž jako tiskový mluvčí fotbalového FK Mladá Boleslav a hokejového BK Mladá Boleslav. V roce 2005 se zúčastnil konkurzu na redaktora do Rádia Region střední Čechy Českého rozhlasu a uspěl. Postupně spolupracoval na komentování sportovních hokejových i fotbalových utkání v pořadu S mikrofonem za sportem na Radiožurnálu, kde se stal kmenovým redaktorem. Komentoval několik Mistrovství světa v ledním hokeji, Zimní olympiádu i paralympiádu v Soči, Letní paralympiádu v Rio de Janeiro, dlouhodobě se věnuje sportu handicapovaných. V současnosti působí jako externí sportovní redaktor Českého rozhlasu Liberec, s Radiožurnálem dál spolupracuje na komentování hokejových a fotbalových přenosů.
Každý rok na přelomu května a června pořádá charitativní florbalový turnaj v Benátkách nad Jizerou, za účasti hereckých, ale hlavně sportovních osobností napříč všemi disciplínami. Výtěžek je věnován vždy jednomu handicapovanému člověku, kterému peníze pomohou financovat zdravotní péči, kterou nehradí zdravotní pojišťovna nebo na nákup doplňujících kompenzačních pomůcek.
Je autorem 2 knížek pohádek "Pohádky z nádraží" a "Pohádky z kolejí" a příběhu mladého nadějného hokejisty Dominika o návratu do života po těžké autonehodě "Nejtěžší zápas Dominika Skořepy".
Je ženatý, jeho druhá žena Jana Petrová (roz. Lejpová) je zprávařkou na Radiožurnálu, mají spolu syna Matyáše (*2010)